# Bellator 59
 Bellator LIX  foi um evento de artes marciais mistas organizado pelo Bellator Fighting Championships, ocorrido em 26 de novembro de 2011 no Caesars Atlantic City em Atlantic City, New Jersey. O evento foi transmitido ao vivo na MTV2.

## Antecedentes
Esse evento contou com a Final do Torneio de Galos e Pesados da Quinta Temporada.
Michael Costa foi retirado de sua luta contra Lyman Good devido a uma lesão, e Good foi retirado do evento. A lenta entre os leves Phillipe Nover e Marcin Held foi promovida ao card principal.